# Kesenai Tsumi
Kesenai Tsumi là single đầu tiên của Kitade Nana. Single khá thành công với vị trí  thứ 14 trên bảng xếp hạng Oricon và trụ lại trong 22 tuần tiếp theo, tiêu thụ hơn 65.525 bản sao. Single đã giúp tạo dựng danh tiếng sau này của Nana Kitade và được biểu diễn nhiều lần.
Sau thành công này, cô tiếp tục cho ra "Kesenai Tsumi: Raw "Breath" Track" - bản hoà âm lại với tiết tấu chậm hơn, xếp  thứ 87 và nằm trong bảng xếp hạng Oricon trong 8 tuần.

## Danh sách bài hát
1. Kesenai Tsumi (消せない罪; Indelible Sin)
2. Shunkan (瞬間; Instant)
3. Iryuhin (遺留品; Personal Effects)
4. Kesenai Tsumi (Instrumental) (消せない罪; Indelible Sin)